# Sedum latentibulbosum
Sedum latentibulbosum är en fetbladsväxtart som beskrevs av Kun Tsun Fu och G.Y. Rao. Sedum latentibulbosum ingår i Fetknoppssläktet som ingår i familjen fetbladsväxter. Inga underarter finns listade i Catalogue of Life.